# 汉堡大主教史

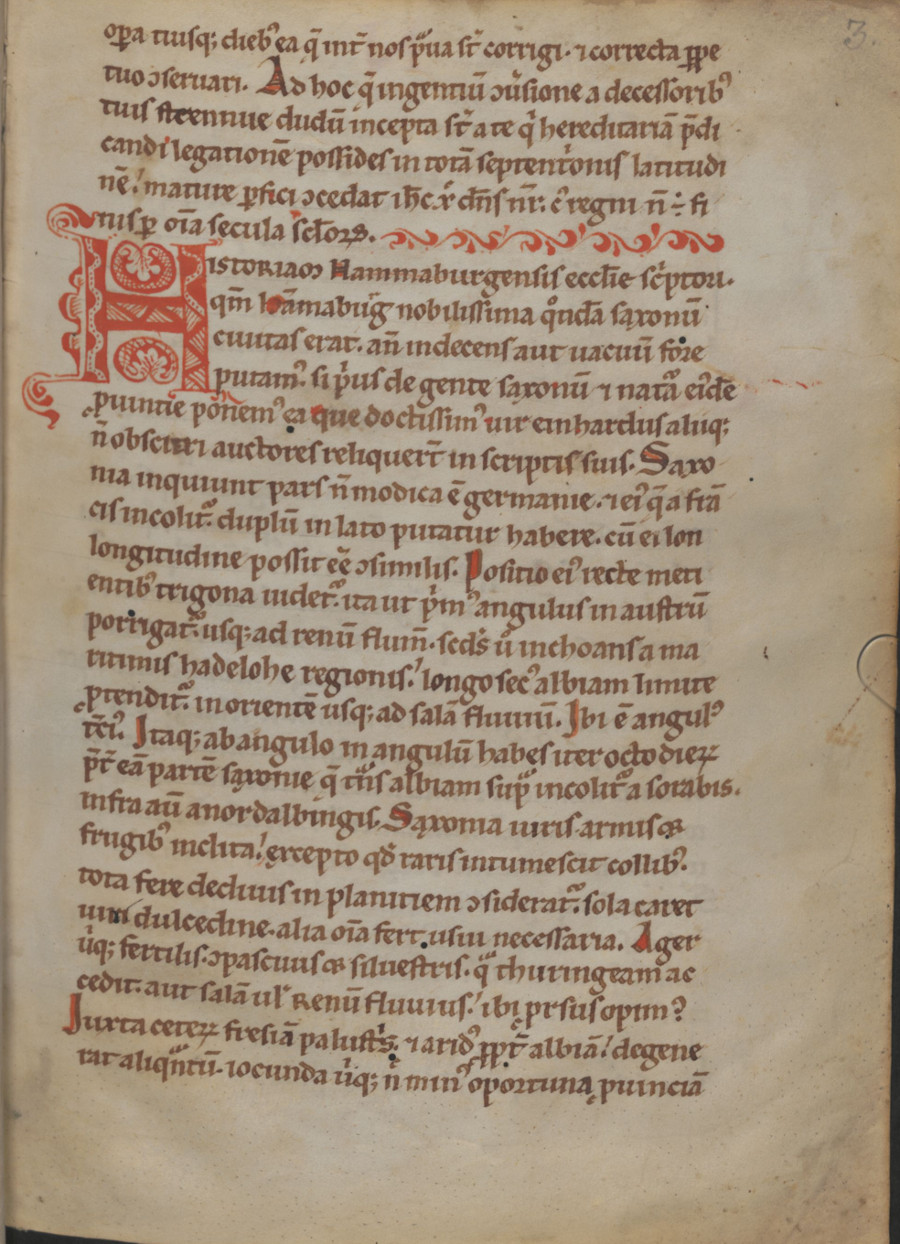
维也纳抄本《汉堡大主教史》卷一开头部分（Codex Vindobonensis 521, fol. 3r）

《汉堡大主教史》（拉丁語：Gesta Hammaburgensis ecclesiae pontificum），是德国中世纪历史学家不来梅的亚当的一部历史著作，写于1073年至1076年。该书记述上启788年，下至作者生活年代。该书分为4卷，前3卷叙述了汉堡-不来梅大主教区的历史，第4卷介绍了北方岛屿（斯堪的纳维亚及波罗的海地区）的地理。该书第4卷第38卷描述了北美大陆的一些情况，该书因而是最早提及北美大陆的著作。